# Neolitsea pallens
Neolitsea pallens är en lagerväxtart som först beskrevs av David Don, och fick sitt nu gällande namn av Momiy. & H. Hara. Neolitsea pallens ingår i släktet Neolitsea och familjen lagerväxter. Inga underarter finns listade i Catalogue of Life.